# Zagłoba (Łódź)
Pour les articles homonymes, voir Zagłoba.
Zagłoba est une localité polonaise de la gmina de Stryków, située dans le powiat de Zgierz en voïvodie de Łódź.